# Indian Dormitory
L'Indian Dormitory (« Dortoir indien ») est un bâtiment construit en 1838 sur l'île Mackinac dans l'État du Michigan aux États-Unis. La construction avait pour but d'accueillir les Amérindiens qui venaient sur l'île pour rencontrer l'agence gouvernementale qui s'occupaient d'eux. De 1867 à 1960, il est utilisé en tant qu'école publique et entre 1966 et 2003 en tant que musée de la culture amérindienne. Le bâtiment est classé dans le Registre national des lieux historiques. 

## Histoire
Le bâtiment est un vestige de la vision d'assimilation culturelle des Amérindiens qu'avait Henry Rowe Schoolcraft. Ce dernier, basé sur l'île, supervisait les affaires amérindiennes pour le gouvernement fédéral. Schoolcraft mit en avant au début des années 1800 que les Amérindiens vivaient essentiellement de la pêche, de la chasse ou de la cueillette et que cela était bien moins productif que l'agriculture. Il pensait que les Amérindiens pourraient être persuadés de céder plus de leurs terres de chasse au gouvernement américain en échange d'une partie des terres et d'une formation pour qu'ils se lancent dans l'agriculture. Des fonds provenant de la vente de certaines terres devaient permettre de payer les Amérindiens durant cette période transitoire. Ils venaient lui rendre visite sur l'île en vue de discuter de cette problématique mais n'avaient nul lieu pour dormir. C'est ainsi que fut décidé de construire le « dortoir indien » .
Schoolcraft parvint à persuader de nombreux Amérindiens de la région du Michigan (surtout des tribus Ojibwés et Outaouais) de vendre leurs terres aux gouvernement du Michigan. La transaction fut scellée lors Traité de Washington en 1836. En échange de leurs terres, les Amérindiens disposaient d'une rente annuelle et d'une formation à l'agriculture (agriculture mais aussi métiers liés comme le forgeron,…). La construction du dortoir fut également décidée pour que les Amérindiens puissent être logés au moment où ils venaient prendre contact avec les autorités. La construction fut achevée en 1838.
Les Amérindiens arrêtèrent de venir sur l'île lorsque les rentes annuelles pour le dédommagement s'arrêtèrent. Le dortoir n'avait alors plus d'utilité. En 1867, la construction servit d'école publique pour tous les enfants de l'île et ce jusque 1960. Elle fut ensuite fermée en 1960 car le bâtiment en bois ne respectait plus les normes de sécurité imposées dans la loi. 
Il sera alors rénové puis transformé en un musée présentant la culture amérindienne de 1966 à 2003, puis fermé pour cause de budget mais des projets pour le rouvrir sont parfois discutés.